# Masuda (Aichi)
 (signalé en mai 2025).
Si vous disposez d'ouvrages ou d'articles de référence ou si vous connaissez des sites web de qualité traitant du thème abordé ici, merci de compléter l'article en donnant les références utiles à sa vérifiabilité et en les liant à la section « Notes et références ».
- Archive Wikiwix
- Bing
- Cairn
- DuckDuckGo
- E. Universalis
- Gallica
- Google
- G. Books
- G. News
- G. Scholar
- Persée
- Qwant
- (zh) Baidu
- (ru) Yandex
- (wd) trouver des œuvres sur Wikidata

Pour les articles homonymes, voir Masuda (homonymie).
Masuda (万須田村, Masuda-mura) était un village autrefois situé dans le district de Kaitō, dans la préfecture d'Aichi, au Japon. Il correspond à une partie de l'actuel Nakagawa-ku (anciennement appelé Tomida-chō) dans la ville de Nagoya. Les noms de villages sont des noms de lieux synthétiques pris une lettre à la fois des noms des villages précédents.

## Chronologie
- Le 1er octobre 1889, les villages de Manba, Nagasuka, Maeda, Sukemitsu et Fushiya ont fusionné pour former le village de Masuda.
- Le 1er juillet 1906, le village de Tomida a été créé par la fusion des villages d’Akaboshi, Toda et Toyoharu. Le même jour, le village de Masuda a été aboli.
- Le 1er avril 1913, le district d'Ama a été créé avec les districts de Kaitō et de Kaisai.
- Le 11 février 1944, le système de la ville a été incorporé. Le bourg de Tomida du district d'Ama a été créé.
- Le 1er octobre 1955, le bourg de Tomida a été fusionné avec la ville de Nagoya et est devenu une partie du l'arrondissement de Nakagawa.